# Lokros (Eponym)
Lokros (griechisch Λοκρός Lokrós), König der Leleger, ist eine Gestalt der griechischen Mythologie. Er galt als der eponyme Heros (sagenhafter Ahnherr) der Lokrer.
Er ist ein Sohn des Physkos und Nachfahre des Amphiktyon. Lokros herrschte über die Leleger und benannte sie nach sich selbst Lokrer; das Volk war einst von Deukalion und Pyrrha ins Leben gerufen worden.
Je nach Überlieferung war seine Gemahlin Kabye, mit der er den „jüngeren“ Lokros zeugte, oder aber Kambyse, die Tochter des epeischen Königs Opus. In letzterer Version der Legende verführte Zeus jene Königstochter und übergab die Schwangere dem kinderlosen Lokros. Dieser freute sich, zog das bald darauf geborene Kind wie sein eigenes auf, nannte den angenommenen Sohn nach dessen Großvater Opus und setzte ihn als seinen Nachfolger ein.
Laut einer abweichenden Erzählung zerstritt sich Lokros mit seinem Sohn, überließ ihm die Herrschaft und wanderte mit einer großen Anzahl von Bürgern aus. Ein Orakel wies Lokros an, dort eine Stadt zu gründen, wo er von einer hölzernen Hündin gebissen würde. In der Gegend westlich des Parnass trat er sich den Dorn eines Hagebuttenstrauches ein. Während er seine Verletzung auskurierte, fand er Gefallen an dem Land und gründete später Physkeis, Hyantheia und andere ozolische Städte.